# Tikibad

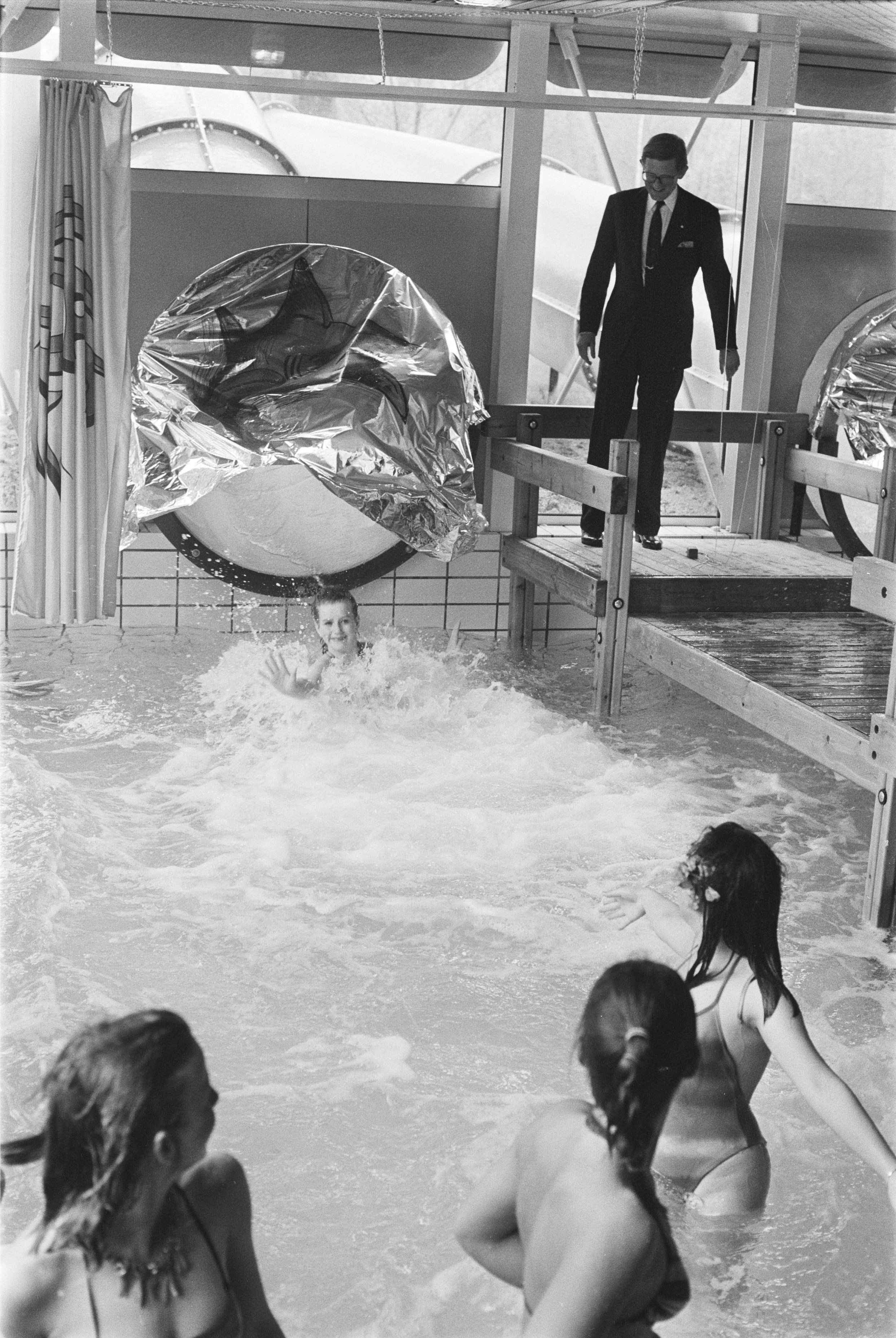
Pieter van Vollenhoven opende het Tiki-golfbad in pretpark Duinrell.

Het Tikibad is het subtropisch zwemparadijs van het attractiepark Duinrell in Wassenaar. Het waterpark beschikt over ten minste zestien verschillende glijbanen met een totale lengte van ruim 1300 meter (excl. Lazy River). Verder zijn er een golfslagbad, twee bubbelbaden en een apart gedeelte voor kinderen onder de 1,20m (Kids Waterpark Playa). Ook is er een hooggelegen La Place-restaurant (met een assortiment aan snacks, fruit, taart en dranken) met een buitenterras. In juli 2019 werd het vernieuwde buitengedeelte geopend.
In juni, juli en augustus is bij goed weer ook het buitengedeelte geopend. Hier zijn sinds juli 2019 onder andere een waterspeeltuin voor kinderen, verschillende glijbanen, een groot verwarmd buitenbad en ligweide te vinden. Dit onderdeel was normaliter vrij toegankelijk voor bezoekers van het Tikibad, en voor gasten op het vakantiepark en de camping. Sinds de coronacrisis echter is het buitenbad gescheiden van het binnenbad en dient een bezoek apart gereserveerd te worden, en is er geen ligweide.

## Glijbanen
In het Tikibad staan de volgende glijbanen:

### Binnenbad
- Blauwe Haai (voorheen: Family Slide). Deze glijbaan is 120 meter en heeft veel bochten en jumps. Kreeg in 2016 zijn oude naam terug.
- Groene Barracuda (voorheen: Super Slide). Van dezelfde intensiteit als de Blauwe Haai, alleen dan met iets meer snelheid. Kreeg in 2016 zijn oude naam terug.
- Blits. Dit is een van de snelste glijbanen in het zwembad;  je kunt een snelheid bereiken van 60 km/h.
- Flits. Men begint te glijden en meteen volgt een steile helling naar beneden. Hierbij kan de snelheid oplopen tot circa 60 km/h. Na de helling volgt een recht stuk en een bocht naar rechts om vaart te minderen, net zoals bij de Blits. De glijbanen Blits en Flits komen dan ook naast elkaar uit in de skimout. Sinds 2014 heeft de glijbaan in het begin een doorzichtig stuk. Ook is het donkere stuk vervangen door gewone blauwe stukken glijbaan en zijn er daglichteffecten toegevoegd in de vorm van wokkels.
- Moonlight. Deze glijbaan typeert zich door het gebruik van rubberen tweepersoons banden en de verschillende lichteffecten binnen de donkere buis. Dit is de een-na-langste glijbaan van het zwembad (148 meter).
- Starfright. Een glijbaan die grotendeels overeenkomt met de Moonlight. De Starfright gebruikt andere en meer lichteffecten dan de Moonlight.
- Cycloon. Hierbij begint men te glijden in een overdekte glijbaan van 59 meter, waarbij de snelheid kan oplopen tot zo'n 60 tot 70 km/h.[1] Deze glijbaan komt uit in een trechter (Space Bowl), waarbij men uiteindelijk in het 'gat' van de trechter terechtkomt en in het zwembad valt.
- Tyfoon. Deze glijbaan is een in 2008 geopende glijbaan waarbij men met hoge snelheid (rond de 50 km/h) door een 86 meter lange buis glijdt waar g-krachten voelbaar zijn. De Tyfoon eindigt in een spiraal die op de plaats van de destijds verwijderde Tornado is gebouwd.
- Cannon Ball. Met een lengte van 6 meter is dit de op een-na-kortste glijbaan in het zwembad. Men begint te glijden, waarna een bocht volgt, vervolgens een recht hellend stuk, en tot slot valt men van een vrij hoge afstand het zwembad in. De snelheid ligt rond de 60 km/u.[2]
- Pelikaanduik. Dit is de kortste glijbaan in het zwembad. Van een hoogte van circa 7 meter glijdt men van deze zeer hellende glijbaan af. Na de 4 meter lange glijbaan valt men, vanaf ongeveer 3 meter hoogte, het zwembad in.
- X-stream (geopend in 2010). Men stapt hier in een hokje waar opeens de vloer wegschiet en dan valt men met 40 km/h 7 meter omlaag en remt af in een skimout.
- Triton. Dit is sinds de opening in 2017 de langste glijbaan van het park (163 meter). Net als Moonlight en Starfright maakt hij gebruik van de rubberen tweepersoons banden. In de glijbaan zitten drie trechters verwerkt.
- Hurri'Cone. Dit is een tweede trechterglijbaan in het kindergedeelte. Deze glijbaan bevat 1 trechter waar zonder band in kan worden gegeleden.
- Blue Stripe. Een kleine buisglijbaan in het kinderdeel met een enkele bocht naar rechts.
- Green Flash. Een kleine buisglijbaan in het kindergedeelte met een enkele bocht naar links.
- Rapid Run. Drie glijbanen naast elkaar waarop geracet kan worden. Vergelijkbaar met de grotere Quattro Run buiten.
- Kinderglijbaan. Deze dubbele glijbaan is ongeveer 10 meter lang en bedoeld voor jonge kinderen.

### Buitenbad
- Quattro Run. Een familieglijbaan, waarbij met vier personen naast elkaar geracet kan worden (staat in het buitenbad sinds 2019).
- Green Twist. Een openlucht U-glijbaan in het buitengedeelte.
- Rainbow Splash. Een korte buisglijbaan met lichteffecten op een speeltoestel in het buitengedeelte.
- Boogie Ride. Een tweede buisglijbaan op hetzelfde speeltoestel, iets hoger dan de Rainbow Splash en met een doorzichtig stuk in het begin.
- Twin Fin. Een kleine versie van de Quattro Run met twee glijbanen.

Naast de glijbanen heeft het Tikibad de Lazy River. Dit is een stroomversnelling. Het is de bedoeling dat men hierin met een opgeblazen rubberen band een rustig tochtje maakt over het water. Deze attractie is voor een deel overkapt en voorzien van lichteffecten, donkere tunnels en een waterval. Tijdens de coronacrisis werden de opblaasbanden weggelaten en was de rivier alleen zwemmend af te leggen.
Verder beschikt het Tikibad over een golfslagbad.

##### Verwijderde glijbanen
- Tornado. Deze glijbaan lag tegenover de Cycloon en was precies hetzelfde als deze, afgezien van de draairichting in de trechter. Na de verwijdering kwam in 2008 de Tyfoon ervoor in de plaats.
- Fly-over. Een buis onder water waar je indook, en dan omhoog gezogen werd en vervolgens weer afdaalde en in een ander zwembad weer werd uitgespuugd. Hierbij moest je 18 seconden de adem inhouden.[3] Als iemand in deze buis vastzat, werden de waterstromen naar beide uiteinden van de buis gericht, met voorzieningen om het extra water direct af te voeren. Als mensen expres in de buis bleven zitten, liep de buis in 5 seconden leeg. De Fly-over was 's werelds eerste onderwaterglijbaan. Hij was geopend vanaf 1994 en is later weer gesloten.

### Lengten, hoogten en snelheid
| Glijbaan         | Lengte in m | Hoogte in m | Snelheid in km/h    |
| ---------------- | ----------- | ----------- | ------------------- |
| Cycloon          | 56          | 15          | 60-70               |
| Tyfoon           | 86          | 15          | 50                  |
| Cannon Ball      | 6           | 2           | 60                  |
| Moonlight        | 148         | 16          | 20                  |
| Starfright       | 140         | 16          | 20                  |
| Blits            | 70          | 14          | 60                  |
| Flits            | 86          | 14          | 60                  |
| Blauwe Haai      | 116         | 14          | 25                  |
| Groene Barracuda | 108         | 14          | 25                  |
| X-stream         | 16          | 7           | 40                  |
| Pelikaanduik     | 4           | 7           | 40                  |
| Triton           | 163         | 20          | 40                  |
| Kinderglijbaan   | 10          | 1           | Niet van toepassing |

## Geschiedenis
Het Tikibad werd in 1981 gebouwd op de gedempte westelijke vijverarm en zichtlijn richting de voormalige “kerkfolly”. Het werd geopend op 19 april 1984. De naam was geïnspireerd op de attractie Enchanted Tiki Room in Disneyland die op haar beurt haar inspiratie uit de Polynesische tikicultuur haalde. Voor bezoekers van uitsluitend het Tikibad zou het handig zijn geweest als het aan de rand van het park had gelegen, bij een ingang, maar dat stond de gemeente niet toe, aan de randen zijn groenstroken die de overlast beperken. Tikibad opende met een golfslagbad, de glijbanen de Groene Barracuda en de Blauwe Haai en een whirlpool.
In 1994 volgde een aanbouw met diverse glijbanen en een lazy river. In januari 2016 is het interieur vernieuwd. Hiermee werd getracht het Tikibad meer een Hawaï/surfing thema te geven. Boven het golfslagbad hangen decoraties als surfborden, en het zogenaamde "Glijbanenbad", waar de Family Slide en de Super Slide uitkomen is voorzien van verlichting en rotspartijen. Het bad waar de Moonlight en Starfright in uitkomen is voorzien van variabele, van kleur veranderende sfeerverlichting. In 2017 volgde een aanbouw met een overdekt waterpark voor kinderen.
Tot 2008 was er een saunagedeelte. Sindsdien zijn er alleen nog enkele individuele stoomcabines.
Afbeeldingen · Lijst van attracties